# Ýazguly Hojageldyýew
Ýazguly Berdimuhammedowiç Hojageldyýew, ros. Язгулы Бердымухаммедович Ходжагельдыев, Jazguły Bierdymuchammiedowicz Chodżagieldyjew (ur. 27 lutego 1976 w Büzmeýinie, Turkmeńska SRR) – turkmeński piłkarz, grający na pozycji pomocnika, trener piłkarski.

## Kariera piłkarska
W sezonie 1998/99 rozpoczął karierę piłkarską w Nebitçi Balkanabat. W 2002 występował w Köpetdag Aszchabad, ale po pół roku przeniósł się do Garagum Türkmenabat. Potem wrócił do Nebitçi Balkanabat. Latem 2005 przeszedł do HTTU Aszchabad, w którym zakończył karierę piłkarza w roku 2007.

## Kariera trenerska
Jeszcze będąc piłkarzem rozpoczął pracę szkoleniowca. W sierpniu 2006 został mianowany na stanowisko głównego trenera HTTU Aszchabad, którym kierował do końca 2013. Również 1 lutego 2010 roku został zaproszony na stanowisko selekcjonera narodowej reprezentacji Turkmenistanu, z którą pracował do stycznia 2014. W 2014 stał na czele klubu Altyn Asyr Aszchabad.

## Sukcesy i odznaczenia

### Sukcesy piłkarskie
Nebitçi Balkanabat
- mistrz Turkmenistanu: 2004
- brązowy medalista Mistrzostw Turkmenistanu: 2005
- zdobywca Pucharu Turkmenistanu: 2003, 2004
- finalista Pucharu Turkmenistanu: 1998

Garagum Türkmenabat
- brązowy medalista Mistrzostw Turkmenistanu: 2002
- zdobywca Pucharu Turkmenistanu: 2002

HTTU Aszchabad
- mistrz Turkmenistanu: 2005, 2006
- wicemistrz Turkmenistanu: 2007
- zdobywca Pucharu Turkmenistanu: 2006
- zdobywca Pucharu Prezydenta Turkmenistanu: 2007
- zdobywca Superpucharu Turkmenistanu: 2005

### Sukcesy trenerskie
HTTU Aszchabad
- mistrz Turkmenistanu: 2006, 2013
- wicemistrz Turkmenistanu: 2007, 2008, 2011
- zdobywca Pucharu Turkmenistanu: 2006, 2011
- finalista Pucharu Turkmenistanu: 2008, 2012
- zdobywca Superpucharu Turkmenistanu: 2009
- zdobywca Pucharu Prezydenta Turkmenistanu: 2007, 2008, 2009

reprezentacja Turkmenistanu
- finalista AFC Challenge Cup: 2010, 2012

Altyn Asyr Aszchabad
- mistrz Turkmenistanu: 2014
- zdobywca Superpucharu Turkmenistanu: 2015

### Odznaczenia
- tytuł Zasłużonego Trenera Turkmenistanu